# 尾平鉱山
尾平鉱山（おびらこうざん）は、かつて大分県大野郡（現在の豊後大野市緒方町）にあった錫鉱山である。後述の通り、近代に入ってからは尾平鉱山は複数存在しており、このうち、三菱尾平鉱山と蔵内尾平鉱山が著名であった。

## 概要
主に錫を産出した鉱山であった。歴史は1547年（天文16年）にまで遡るともされるが、設備の近代化が行われた大正時代から戦後間もない時期にかけて最盛期を迎えた。

## 歴史
1547年（天文16年）、銀鉱脈が存在することが知られるようになり大炊坑で銀鉱石の採石が行われていたとの記録があるが、公式には1617年（元和3年）の蒸籠山（こしきやま）坑で錫の採掘が行われるようになったことをもって開山とする。鉱山経営は当時の岡藩藩主の直轄事業として行われ、尾平鉱山は藩財政の要となっていた。岡藩には1636年（寛永13年）から1639年（寛永16年）まで江戸時代を代表する通貨である「寛永通宝」の鋳造所が設置され、尾平鉱山産出の錫が通貨の鋳造に使用されていた。その後、当時の採掘技術の限界で産出量が低下し、明治・大正時代になってもなお動力が水力以外になかったこと等が原因で産出量をのばすことができなかった。
1935年（昭和10年）、上田鉱業から上田所有の鉱山を全面的に移譲された三菱鉱業（三菱金属を経て現三菱マテリアル）が鉱山経営に携わるようになり、一気に鉱山設備の近代化や探鉱が行われたために飛躍的に産出量が増加し、尾平鉱山の最盛期が訪れる。1940年（昭和15年）1月に月間6,000トンの処理能力をもつ新選鉱場が完成、1941年（昭和16年）には出鉱トン数5万3,222トン、金属錫390.84トンを記録している。
しかし、尾平鉱山の盛期は長く続かなかった。1952年（昭和27年）の38,550トンから翌1953年（昭和28年）には15,372トンと激減し、ついに1954年（昭和29年）には採掘は中止され閉山に至る。高品位の鉱脈を掘りつくしたことや、銅や亜鉛等他の産出金属も採算を確保するだけの量や品質が満たせなかったことで操業を断念せざるを得ない状況にあったためである。その後、蔵内尾平鉱山として採鉱が再開されたが、1959年（昭和34年）に完全に閉山した。

### 沿革
- 1617年 - 豊後蒸籠坑開鉱
- 1868年 - 部落共有鉱区
- 1873年 - 官掘鉱山
- 1874年 - 払下げにより民掘鉱山
- 1935年 - 上田鉱業から三菱鉱業が鉱山の譲渡を受ける
- 1942年 - 戦時物資調達のため錫から銅の生産に切替
- 1954年 - 閉山。その後、蔵内尾平鉱山として採鉱を再開。
- 1959年 - 再度閉山。
- 1978年 - 鉱業権消滅（最終鉱業権者・三菱金属）

## 公害問題
尾平鉱山の鉱害問題は戦後間もない頃から認識されてはいたが、本格的な対策が講じられるようになったのは昭和40年代に至ってからである。尾平鉱山を流れる奥嶽川でカドミウムが検出されたために、下流域の水田の土壌入れ替えや坑廃水の中和処理作業が行われるようになった。坑廃水の処理作業は半永久的に行う必要があるため、三菱金属やその後身の三菱マテリアルにより行われてきたが、1999年度に公益財団法人資源環境センターに移管されて、今もなお続けられている。

## 地名
1889年（明治22年）の町村制施行により、大野郡尾平山村が大野郡の他4村と合併して長谷川村が成立し、同時に旧・尾平山村域は「尾平鉱山」という大字として成立した。この地名は、尾平鉱山の所在地であったことに由来する。現在の行政区分では豊後大野市緒方町尾平鉱山となっている。

## 大分県の石
2016年（平成28年）5月10日、日本地質学会は尾平鉱山産の斧石を大分県の「県の石」（「大分県の鉱物」）に選定した。尾平鉱山産の斧石は、豊後大野市歴史民俗資料館に展示されている。

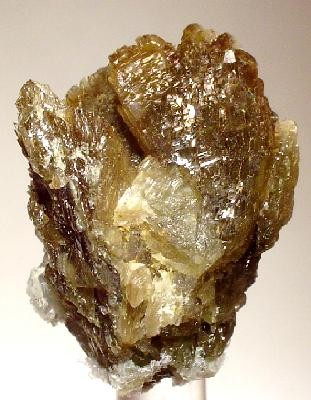
斧石（アキシナイト）
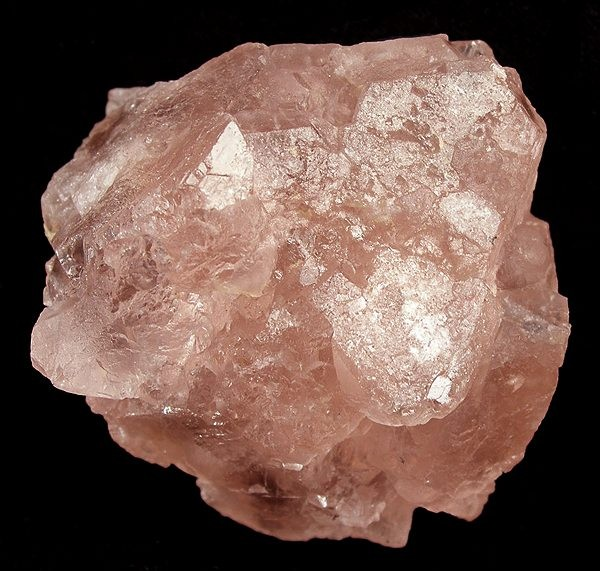
蛍石（フローライト）

## 交通
- 豊後大野市コミュニティバス（おがたコミュニティーバス（緒方地区））長谷川線 尾平鉱山停留所下車
- 尾平鉱山付近を県道7号が通る。